# Międzylądowanie
Międzylądowanie – w transporcie lotniczym na dalekie dystanse operacja dodatkowego lądowania na lotnisku znajdującym się pomiędzy punktem startu a punktem docelowym podróży.
Rozwiązanie takie daje możliwość dokonania dotankowania paliwa, przeglądu urządzeń w samolocie, uzupełnienia zapasów żywności dla pasażerów, a także wymiany załogi po wielogodzinnej pracy na nową, wypoczętą. Międzylądowanie daje również możliwość zabrania nowych pasażerów wsiadających na lotnisku tranzytowym oraz opuszczenia samolotu przez tych, którzy zamierzają swoją podróż zakończyć w punkcie międzylądowania. Niekiedy loty na szczególnie dalekich trasach (np. z Europy do Australii) mogą wiązać się z kilkoma międzylądowaniami po drodze.
Lot z międzylądowaniem na lotniskach niektórych krajów może wiązać się z koniecznością posiadania przez podróżnych wizy tranzytowej tego kraju (o ile jest wymagana), i to niezależnie od tego, czy podczas postoju samolotu pasażerowie przebywają we wnętrzu samolotu, czy też go opuszczają; tak jest m.in. w przypadku międzylądowań w Kanadzie i USA. Niektóre inne kraje jednak pozwalają na przebywanie na lotnisku poza granicą paszportowo-celną bez wiz; tak jest m.in. w Dubaju w Zjednoczonych Emiratach Arabskich.
Do międzylądowań na trasach transoceanicznych wykorzystywane są często lotniska położone na niewielkich wyspach, np. Azory między Europą a Ameryką Środkową lub Wyspy Kokosowe między Australią a Afryką Południową; niezamieszkana dziś wyspa Howland położona w połowie drogi między Hawajami a Australią również pełniła taką rolę w przeszłości.
Zdarza się, że z powodu nieprzewidzianych okoliczności pilot samolotu podejmuje decyzję o przerwaniu lotu i dokonaniu nieplanowanego międzylądowania.